# Liste der denkmalgeschützten Objekte in Maria Saal
Die Liste der denkmalgeschützten Objekte in Maria Saal enthält die 41 denkmalgeschützten, unbeweglichen Objekte der Kärntner Gemeinde Maria Saal.

## Denkmäler
| Foto |                 | Denkmal                                                                                                 | Standort                                                       | Beschreibung | Metadaten |
| ---- | --------------- | --- | -------------------------------------------------------------- | --- | --- |
| ja   | Datei hochladen | Römisches Municipium Claudium Virunum HERIS-ID: 111797 Objekt-ID: 129807                                | Zollfeld Standort KG: Kading                                   | Das Areal des römischen Municipiums Claudium Virunum erstreckt sich über die Katastralgemeinden Maria Saal, Kading und St. Michael am Zollfeld. | BDA-Hist.: Q64486061 Status: Bescheid Stand der BDA-Liste: 2025-06-30 Name: Römisches Municipium Claudium Virunum GstNr.: 642/1, 642/2, 643, 644, 718, 719, 727/1, 737/1, 739/1, 745, 750, 766, 765, 813, 913/4, 962, 967, 976/1, 981/2, 981/3, 982/1, 989/1, 1034/62, 1164/2 Virunum |
| ja   | Datei hochladen | Curtis Carantana HERIS-ID: 16659 Objekt-ID: 12925                                                       | Karnburg Standort KG: Karnburg                                 | Bodendenkmal: Schon in der Hallstatt- und Römerzeit befand sich hier eine von einem Wall geschützte Siedlung. Im Frühmittelalter wurde das Plateau befestigt und ein karolingischer Königshof errichtet. | BDA-Hist.: Q37824161 Status: Bescheid Stand der BDA-Liste: 2025-06-30 Name: Curtis Carantana GstNr.: 133/1, 133/2, 135, 136, 138, 139/1, 139/2, 139/3, 139/4 Krn Castle |
| ja   | Datei hochladen | Schloss Lind HERIS-ID: 16658 Objekt-ID: 12924                                                           | Lind 2 Standort KG: Karnburg                                   | Das Schloss ist ein zweigeschoßiger Bau aus dem 16. Jahrhundert, der um 1920 um einen halbrunden pavillonartigen Zubau erweitert wurde. Das Kreuzgratgewölbe der Obergeschoßlabn geht auf das 16. Jahrhundert zurück. An der Ostseite befindet sich ein römerzeitliches Grabrelief. | BDA-Hist.: Q1000345 Status: Bescheid Stand der BDA-Liste: 2025-06-30 Name: Schloss Lind GstNr.: .119 Schloss Lind, Maria Saal |
| ja   | Datei hochladen | Kath. Pfarrkirche hll. Peter und Paul zu Karnburg HERIS-ID: 16331 Objekt-ID: 12589                      | bei Pfalzstraße 8 Standort KG: Karnburg                        | Die Kirche mit Saalraum mit karolingischem Mauerwerk ist durch die Sakristei mit einer kleinen gotischen Kapelle (14. Jahrhundert) verbunden. Im 14./15. Jahrhundert wurde die Kirche gotisiert und um den Westturm erweitert. Besonders an der Nordseite der Kirche befinden sich zahlreiche römische Relief- und Inschriftsteine. | BDA-Hist.: Q17590994 Status: § 2a Stand der BDA-Liste: 2025-06-30 Name: Kath. Pfarrkirche hll. Peter und Paul zu Karnburg GstNr.: .34 Pfarrkirche St. Peter und Paul zu Karnburg |
| ja   | Datei hochladen | Pfarrhof HERIS-ID: 16332 Objekt-ID: 12590                                                               | Pfalzstraße 8 Standort KG: Karnburg                            | | BDA-Hist.: Q37812874 Status: § 2a Stand der BDA-Liste: 2025-06-30 Name: Pfarrhof GstNr.: .33 Pfarrhof Karnburg |
| ja   | Datei hochladen | Kath. Filialkirche St. Martin zu Lind HERIS-ID: 16329 Objekt-ID: 12587                                  | Lind Standort KG: Karnburg                                     | Die kleine Kirche ist ein schlanker Bau mit einem westlichen Vorhallenturm. Sie wurde nach einem Brand 1756 barockisiert. Der volkstümliche barocke Hochaltar stammt etwa von 1700. | BDA-Hist.: Q37812818 Status: § 2a Stand der BDA-Liste: 2025-06-30 Name: Kath. Filialkirche St. Martin zu Lind GstNr.: .50/1 Filialkirche hl. Martin, Lind/Maria Saal |
| ja   | Datei hochladen | Pirkerkreuz HERIS-ID: 16627 Objekt-ID: 12893                                                            | Arndorf Standort KG: Maria Saal                                | Das Pirkerkreuz ist ein vermutlich aus dem 16. Jahrhundert stammender Tabernakelbildstock mit schlankem Schaft über einer quadratischen Basis sowie einem Aufsatz mit vier leeren Rundbogennischen unter einem Pyramidendach, welches von einer Steinkugel mit einem Blechkreuz bekrönt wird. An der Westseite ist der Pfeiler mit „CMT (Camera Maria Saal – Taggenbrunn) VK (Besitzer)1816“ bezeichnet. | BDA-Hist.: Q37822071 Status: Bescheid Stand der BDA-Liste: 2025-06-30 Name: Pirkerkreuz GstNr.: 287 Pirkerkreuz |
| ja   | Datei hochladen | Kath. Filialkirche St. Leonhard zu Arndorf HERIS-ID: 16626 Objekt-ID: 12892                             | Arndorf Standort KG: Maria Saal                                | Die spätgotische hohe Kirche wurde um 1500 errichtet. Die schablonierte Holzdecke im Langhaus weist spätgotische Rankenmalerei auf. Ein spitzbogiges profiliertes Portal führt zur Sakristei im Turmerdgeschoß. Der barocke Hochaltar ist mit 1643 bezeichnet; die Seitenaltäre stammen aus der zweiten Hälfte des 17. Jahrhunderts, mit spätgotischen Figuren. | BDA-Hist.: Q1819330 Status: § 2a Stand der BDA-Liste: 2025-06-30 Name: Kath. Filialkirche St. Leonhard zu Arndorf GstNr.: .24 Filialkirche St Leonhard in Arndorf |
| ja   | Datei hochladen | Pestsäule HERIS-ID: 16645 Objekt-ID: 12911                                                              | neben Arndorfer Straße 12 Standort KG: Maria Saal              | Das Pestkreuz ist ein spätgotischer Laubenbildstock mit einem rechteckigen Grundriss, der nach drei Seiten spitzbogig geöffnet und mit einem hohen Steinplattldach bedeckt ist. An der südlichen Außenwand und im gewölbten Inneren haben sich spätgotische Wandmalereien erhalten, die mit „1523“ und „LP.“ bezeichnet sind. Dargestellt sind links außen das Habsburger-Wappen, rechts das Wappen des Erzbischofs Matthäus Lang von Wellenburg, innen an der Rückwand die Kreuzigung, am Gewölbe der Heilige Geist, die vier Evangelisten und vier Propheten, in Medaillons alttestamentliche Szenen und Renaissancezierate. Das Pestkreuz war ehemals Sammelplatz der Wallfahrer. | BDA-Hist.: Q37823151 Status: Bescheid Stand der BDA-Liste: 2025-06-30 Name: Pestsäule GstNr.: 1282/2 Pestkreuz, Maria Saal |
| ja   | Datei hochladen | Wohnhaus, ehem. Kanonikatshaus HERIS-ID: 16646 Objekt-ID: 12912                                         | Bischofweg 1, 2 Standort KG: Maria Saal                        | Die beiden vermutlich auf das 16. Jahrhundert zurückgehenden Häuser wurden Mitte des 18. Jahrhunderts als Kanonikerhäuser erweitert und adaptiert. Die über einem winkelförmigen Grundriss errichtete Gebäudegruppe begrenzt an drei Seiten einen schmalen fünfseitigen Hof. Über dem Torbogen von „Nr. 1“ befinden sich das Wappen des Salzburger Erzbischofs und eine lateinische Inschrift mit den Stiftern, den zwei resignierten Pfarrern Andreas und Thomas Zollfelder, sowie ein Chronogramm 1755. Das dreigeschoßige, dreiachsige Haus birgt in der Rundbogennische an der Südfassade eine vermutlich im 18. Jahrhundert entstandene Madonnenfigur. An der Westfassade besitzt das Haus einen Erker, im Osten schließt ein zweigeschoßiger Wirtschaftstrakt an. Das Haus „Nr. 2“ ist ein zwei- bis dreigeschoßiger, fünfachsiger Bau mit Tonnengewölbe, teilweise mit Stichkappen und aufgeputzten Graten. Die Wohnräume besitzen teilweise Stuckdecken. | BDA-Hist.: Q37823180 Status: Bescheid Stand der BDA-Liste: 2025-06-30 Name: Wohnhaus, ehem. Kanonikatshaus GstNr.: 73/2, .73/1 Ehem. Kanonikatshaus, Maria Saal |
| ja   | Datei hochladen | Kanonikerstöckl HERIS-ID: 16647 Objekt-ID: 12913                                                        | Domgasse 1 Standort KG: Maria Saal                             | Das Kanonikerstöckl ist Teil der dominant südwestlich der Propsteipfarrkirche von Maria Saal gelegenen Gruppe ehemaliger Kanonikerhäuser. Der stöckelartige Bau mit hervorragender Bausubstanz des 15./16. Jahrhundert hat unterschiedliche Gewölbeformen und eine frühbarocke Decke. | BDA-Hist.: Q37823194 Status: § 2a Stand der BDA-Liste: 2025-06-30 Name: Kanonikerstöckl GstNr.: .113 |
| ja   | Datei hochladen | Ehem. Wehrgraben HERIS-ID: 16648 Objekt-ID: 12914                                                       | Domplatz Standort KG: Maria Saal                               | Der Wehrgraben wurde in der Zeit der Türkeneinfälle errichtet. | BDA-Hist.: Q37823229 Status: § 2a Stand der BDA-Liste: 2025-06-30 Name: Ehem. Wehrgraben GstNr.: 1381/1, 1392/1, 1386, 1387, 1391, 1388, 1389 |
| ja   | Datei hochladen | Pfarrhof, ehem. Dechantei HERIS-ID: 16642 Objekt-ID: 12908                                              | Domplatz 1 Standort KG: Maria Saal                             | Über dem Eingang der ehemaligen Dechanteigebäude mit geradem Sturz befindet sich eine lateinische Inschrift von 1670. | BDA-Hist.: Q37823069 Status: § 2a Stand der BDA-Liste: 2025-06-30 Name: Pfarrhof, ehem. Dechantei GstNr.: .95/1 Pfarrhof, ehem. Dechantei, Maria Saal |
| ja   | Datei hochladen | Kapuzinerstöckl HERIS-ID: 16641 Objekt-ID: 12907                                                        | Domplatz 2 Standort KG: Maria Saal                             | Das Kapuzinerstöckl ist ein spätgotischer Turm mit spätbarock veränderter Fassade und spitzbogiger eisenbeschlagener Eingangstür. | BDA-Hist.: Q37823034 Status: § 2a Stand der BDA-Liste: 2025-06-30 Name: Kapuzinerstöckl GstNr.: .95/1 Kapuzinerstöckl Domplatz 2, Maria Saal |
| ja   | Datei hochladen | Ehem. Propstei (alte Schule) HERIS-ID: 16640 Objekt-ID: 12906                                           | Domplatz 3 Standort KG: Maria Saal                             | Die ehemalige Propstei hat einen vermauerten Laubengang und gotische Fenster. An der Südseite und im Laubengang des Erdgeschoßes befinden sich zahlreiche römerzeitliche Denkmale. | BDA-Hist.: Q37823006 Status: Bescheid Stand der BDA-Liste: 2025-06-30 Name: Ehem. Propstei (alte Schule) GstNr.: .93 Propsthof Maria Saal |
| ja   | Datei hochladen | Torbau (Kapitelhaus) HERIS-ID: 16636 Objekt-ID: 12902                                                   | Domplatz 4 Standort KG: Maria Saal                             | Das Torhaus ist ein einstöckiger Bau. Über dem Tor ist das gemalte Wappen des Salzburger Erzbischofs Graf Colloredo-Wallsee zu sehen. Das Torportal mit einem gedrückten Spitzbogen und profiliertem Gewände weist am Sockel ein Steinmetzzeichen auf. Die Torhalle besitzt eine Stichkappentonne. An der Westseite wurde 1776 ein Muttergottesfresko gemalt. Südlich vor dem Graben schließt ein kräftiger Halbrundturm mit vermauerten Schlitzscharten an. Das Obergeschoß wurde 1997 nach Plänen von Reinhold Wetschko für einen Kultursaal adaptiert. | BDA-Hist.: Q37822718 Status: § 2a Stand der BDA-Liste: 2025-06-30 Name: Torbau (Kapitelhaus) GstNr.: .99 Kapitelhaus über Torbau, Propstei Maria Saal |
| ja   | Datei hochladen | Westteil des Torhauses HERIS-ID: 16639 Objekt-ID: 12905                                                 | Domplatz 5 Standort KG: Maria Saal                             | | BDA-Hist.: Q37822962 Status: § 2a Stand der BDA-Liste: 2025-06-30 Name: Westteil des Torhauses GstNr.: .98 Westteil des Torhauses, Propstei Maria Saal |
| ja   | Datei hochladen | Karner und Turmbau HERIS-ID: 16635 Objekt-ID: 12901                                                     | Domplatz 6 Standort KG: Maria Saal                             | Der im Kern romanische Karner wurde um 1500 mit einem zweigeschoßigen neunseitigen offenen Arkadenrundgang versehen. Die Wandbilder im Erdgeschoß sind mit 1521 bezeichnet. Am und im Bau befinden sich einige römerzeitliche und romanische Objekte. An den ehemaligen Karner wurde ein Turm mit wehrhaftem Obergeschoß und Schlüsselscharten angebaut, in dessen Erdgeschoß sich ein netzrippengewölbter Raum (ehem. Refektorium) befindet. | BDA-Hist.: Q37822682 Status: § 2a Stand der BDA-Liste: 2025-06-30 Name: Karner und Turmbau GstNr.: .97 Karner Maria Saal |
| ja   | Datei hochladen | Mesnerhaus HERIS-ID: 16634 Objekt-ID: 12900                                                             | Domplatz 7 Standort KG: Maria Saal                             | | BDA-Hist.: Q37822622 Status: § 2a Stand der BDA-Liste: 2025-06-30 Name: Mesnerhaus GstNr.: .96 Mesnerhaus, Kollegiatstift Maria Saal, Domplatz 7 |
| ja   | Datei hochladen | Wallfahrtskirche, Collegiat-Stiftskirche Maria Himmelfahrt; Maria Saal HERIS-ID: 16643 Objekt-ID: 12909 | Domplatz Standort KG: Maria Saal                               | Die Kirche ist ein stattlicher spätgotischer dreischiffiger Bau mit zwei mächtigen Westtürmen. Vor allem an der Südseite befinden sich zahlreiche Römersteine. An der Decke des düsteren Mittelschiffs befindet sich ein gemalter Stammbaum Christi von 1490. Im lichterfüllten Chor steht der barocke Hochaltar von 1714 mit einer Natursteinmadonna von Anfang des 15. Jahrhunderts. | BDA-Hist.: Q877285 Status: § 2a Stand der BDA-Liste: 2025-06-30 Name: Wallfahrtskirche, Collegiat-Stiftskirche Maria Himmelfahrt; Maria Saal GstNr.: .94 Dom zu Maria Saal |
| ja   | Datei hochladen | Lichtsäule HERIS-ID: 16644 Objekt-ID: 12910                                                             | Domplatz Standort KG: Maria Saal                               | Die gotische Lichtsäule wurde laut Inschrift 1497 vom Vikar Erasmus Khapawn gestiftet. Sie besteht aus einem gewundenen Schaft und fialenbekrönten Türmchen. | BDA-Hist.: Q37823138 Status: § 2a Stand der BDA-Liste: 2025-06-30 Name: Lichtsäule GstNr.: .94 Lichtsäule Maria Saal |
| ja   | Datei hochladen | Marienanstalt der Barmherzigen Schwestern aus Zams HERIS-ID: 16632 Objekt-ID: 12898                     | Hauptstraße 6 Standort KG: Maria Saal                          | Die Anstalt wurde 1887 als Schule und Heim errichtet. Im Zweiten Weltkrieg diente das Gebäude als Lazarett, danach wieder als Schule. Heute wird es als Behindertenwohnheim genutzt. | BDA-Hist.: Q37822532 Status: § 2a Stand der BDA-Liste: 2025-06-30 Name: Marienanstalt der Barmherzigen Schwestern aus Zams GstNr.: .167 Marienanstalt der Barmherzigen Schwestern aus Zams, Maria Saal |
| ja   | Datei hochladen | Kapelle beim Modestusstöckl HERIS-ID: 16629 Objekt-ID: 12895                                            | Hauptstraße 17 Standort KG: Maria Saal                         | Beim Modestusstöckl befindet sich die kleine, an ein Wohnhaus angebaute Kapelle mit einem rechteckigen Grundriss, einer halbrunden Apsisnische, einem gratigen Kreuzgewölbe und rundbogigen Fenstern. Im 19. Jahrhundert wurde die Apsisnische umgestaltet. Über der Kapellentür ist ein römerzeitliches Relief mit einem Kantharos-Lebensbaummotiv eingemauert. | BDA-Hist.: Q37822277 Status: Bescheid Stand der BDA-Liste: 2025-06-30 Name: Kapelle beim Modestusstöckl GstNr.: .120 Chapel at Modestusstöckl, Maria Saal |
| ja   | Datei hochladen | Strußnig-Hof / Lindlhof / Grafenbrunnhof HERIS-ID: 16631 Objekt-ID: 12897                               | Maria Saaler Berg Weg 14 Standort KG: Maria Saal               | Der Strußnig-Hof ist ein zweigeschoßiger Bau mit Vollwalmdach. Die Ostfassade weist ein gequadertes Marmor-Korbbogenportal auf, das von elliptischen Okuli flankiert wird. Darüber befindet sich ein mit „Casparus Fischer“ und „1690“ bezeichneter Wappenschlussstein, und darüber ein gekuppeltes, aufwendig gerahmtes Rundbogenfenster. Im Inneren haben sich Tonnengewölbe mit Stichkappen und im Südwestraum eine geschnitzte Holzbalkendecke erhalten. | BDA-Hist.: Q37822451 Status: Bescheid Stand der BDA-Liste: 2025-06-30 Name: Strußnig-Hof/ Lindlhof/ Grafenbrunnhof GstNr.: .133 |
| ja   | Datei hochladen | Freilichtmuseum HERIS-ID: 16661 Objekt-ID: 12927                                                        | Museumweg Standort KG: Maria Saal                              | Es ist eines der ältesten Museum seiner Art in Österreich. Bäuerliche Haus- und Hofformen aus den verschiedensten Regionen Kärntens werden gezeigt. Insgesamt sind 38 Objekte in der Zeitspanne der letzten 4 Jahrhunderte zu besichtigen. Außerdem wird der Besucher mit den unterschiedlichsten Lebensformen der einzelnen Täler vertraut gemacht. Neben den interessanten Bauernhäusern wird dem Besucher auch das bäuerliche Handwerk im so genannten „Industriegelände“ vor Augen geführt (Flodermühlen, Sägemühlen, Kohlenmeiler, Kalkofen). Eine ländliche Gaststätte sorgt für das leibliche Wohl der Gäste. | BDA-Hist.: Q1454526 Status: § 2a Stand der BDA-Liste: 2025-06-30 Name: Freilichtmuseum GstNr.: 1305 Kärntner Freilichtmuseum Maria Saal |
| ja   | Datei hochladen | Ansitz Thonhof HERIS-ID: 16628 Objekt-ID: 12894                                                         | Schnerichweg 2 Standort KG: Maria Saal                         | Der ehemalige Sitz der Herrschaft und des Landgerichts Maria Saal ist ein zweigeschoßiger sechsachsiger Bau mit Walmdach. | BDA-Hist.: Q2441723 Status: Bescheid Stand der BDA-Liste: 2025-06-30 Name: Ansitz Thonhof GstNr.: .67/1 Tonhof (Maria Saal) |
| ja   | Datei hochladen | Schloss Töltschach HERIS-ID: 16656 Objekt-ID: 12922                                                     | Töltschach 1 Standort KG: Maria Saal                           | Das Schloss, ein zweigeschoßiger rechteckiger Bau mit Mittelrisalit und Giebelaufsatz, wurde schon im 15. Jahrhundert urkundlich erwähnt und danach mehrfach umgebaut. Im Stiegenaufgang ist ein barockes Deckenfresko, im Obergeschoß Räume mit Stuckdecken. Östlich wurde Ende des 17. Jahrhunderts eine Kapelle angebaut, die 1776 mit Rokokofresken ausgestattet wurde. Beim Schloss und an den im 19. Jahrhundert errichteten Wirtschaftsgebäuden befinden sich zahlreiche römerzeitliche Denkmale aus der nahen Umgebung. | BDA-Hist.: Q21637279 Status: Bescheid Stand der BDA-Liste: 2025-06-30 Name: Schloss Töltschach GstNr.: .9 Schloss Töltschach |
| ja   | Datei hochladen | Kapelle Prunnerkreuz HERIS-ID: 16625 Objekt-ID: 12891                                                   | gegenüber Zollfeld 6 Standort KG: Maria Saal                   | Das Prunnerkreuz ist eine 1692 erbaute Nischenkapelle mit einem Antoniusbild, an der zahlreiche Inschrift- und Reliefsteine, die von der Römerzeit bis zum 19. Jahrhundert stammen, angebracht wurden. | BDA-Hist.: Q2114434 Status: Bescheid Stand der BDA-Liste: 2025-06-30 Name: Kapelle Prunnerkreuz GstNr.: 103 Prunnerkreuz, Maria Saal |
| ja   | Datei hochladen | Herzogstuhl HERIS-ID: 16624 Objekt-ID: 12890                                                            | Zollfeld Standort KG: Maria Saal                               | Auf diesem im 9. Jahrhundert aus römischen Spolien zusammengesetzten Doppelsitz saßen Kärntner Herzöge vom 13. bis zum 16. Jahrhundert bei Amtshandlungen und Zeremonien. | BDA-Hist.: Q166292 Status: § 2a Stand der BDA-Liste: 2025-06-30 Name: Herzogstuhl GstNr.: 1318/4, 1318/5 Duke's Chair |
| ja   | Datei hochladen | Römisches Municipium Claudium Virunum HERIS-ID: 16657 Objekt-ID: 12923                                  | Zollfeld Standort KG: Maria Saal                               | Das Areal des römischen Municipiums Claudium Virunum erstreckt sich über die Katastralgemeinden Maria Saal, Kading und St. Michael am Zollfeld. | BDA-Hist.: Q701582 Status: Bescheid Stand der BDA-Liste: 2025-06-30 Name: Römisches Municipium Claudium Virunum GstNr.: 1, 2, 3, 8, 11, 16, 17, 18, 19, 20, 22, 23, 25, 26, 27, 28, 29, 30, 31, 33, 34, 35, 38, 46, 51, 55, 56, 57/1, 57/2, 59, 60, 61, 63, 67, 69, 70/1, 70/2, 70/3, 71, 73, 75, 76/1, 78, 87, 88, 89, 90, 91, 92, 93, 94, 95, 98, 99, 100, 101, 102, 103, 104, 105, 107, 108, 109, 110, 111, 112, 113, 114, 116/2, 117, 118/1, 119, 125, 126, 128/1, 128/4, 128/6, 129, 130, 131, 132, 133/2, 134, 135, 136, 137, 138, 139, 140, 141, 142, 144, 146, 147/1, 147/2, 147/3, 148, 150, 151, 154/1, 154/2, 155, 156/1, 156/2, 156/3, 156/4, 157/1, 157/2, 158, 159, 160, 162, 210, 211/1, 211/2, 211/3, 215, 217, 219, 224/1, 224/2, 1860, 1861, 1862, 1863, 1864, 1865, 1866, 1867, 1868, 1931/1, 57/2, 87, 88, 89, 125, 126, 133/2, 154/1, 156/3, 28, 91, 111, 112, 131, 132, 134, 135, 150, 151, 155, 156/1, 156/4, 157/1, 158, 159, 160, 210, 211/1, 211/2, 31, 33, 34, 35, 67, 69, 70/1, 71, 73, 75, 76/1, 78, 90, 95, 98, 99, 100, 101, 102, 103, 109, 215, 224/1, 226/2, 402, 403, 404/1, 404/2, 407/2, 408/1, 408/2, 412, 413, 414, 415, 416, 417/1, 417/2, 470/2, 485, 488, 490/2, 493, 494, 29, 30, 11, 136, 137, 138, 144, 146, 217, 219, 92, 93, 94, 129, 130, 154/2, 156/2, 157/2, 162, 139, 140, 141, 142, 147/1, 147/2, 147/3, 148, 211/3, 356/2, 490/1, 962, 967, 3, 8, 16, 316, 321, 976/1, 981/2, 2, 318, 322, 1, 408/4, 408/5, 119, 128/4, 38, 41, 745, 128/6, 765, 982/1, 982/1, 989/1, 17, 18, 19, 20, 22, 23, 24, 25, 26, 27, 37, 46, 51, .1, 55, 56, 57/1, 59, 60, 61, 63, 351, 1931/1, 70/2, 118/1, 128/1, 515, 523/1, 523/2, 524, 1860, 1861, 1862, 1863, 1864, 1865, 1866, 1867, 1868, 739/1, 981/3, 133/1, 139/1, 139/2, 139/3, 139/4, 52 Virunum |
| ja   | Datei hochladen | Mariensäule HERIS-ID: 16633 Objekt-ID: 12899                                                            | Standort KG: Maria Saal                                        | Die Mariensäule wurde 1663 als Türkenbefreiungsdenkmal in Klagenfurt errichtet und Ende des 17. Jahrhunderts hierher übertragen. | BDA-Hist.: Q37822583 Status: § 2a Stand der BDA-Liste: 2025-06-30 Name: Mariensäule GstNr.: 1920/1 |
| ja   | Datei hochladen | Schloss Möderndorf HERIS-ID: 16650 Objekt-ID: 12916seit 2012                                            | Möderndorf 1 Standort KG: Möderndorf                           | Südlich der Kirche. Urkundlich erstmals erwähnt im Jahre 1164. In der zweiten Hälfte des 13. Jahrhunderts wahrscheinlich kleiner Ansitz, im 14. Jahrhundert eine turmartige Befestigung. Unter den Keutschachern (1515–1637 Herren auf Tanzenberg) schlossartiger Ausbau. Ein Inschrift-Stein bezeichnet 1662 mit den Wappen der Familien Jabornegg und Keutschach berichtet vom weiteren Ausbau. Zwei zweigeschoßige, teilweise ineinander geschobene rechteckige Baukuben. Östlich im zurückspringenden Teil spätgotisches rundbogiges Portal aus rotem Sandstein, abgefast. An der Süd-Seite Bauteile abgebrochen. | BDA-Hist.: Q2242505 Status: Bescheid Stand der BDA-Liste: 2025-06-30 Name: Schloss Möderndorf GstNr.: 59/1 Schloss Möderndorf (Maria Saal) |
| ja   | Datei hochladen | Kath. Filialkirche hll. Jakobus und Anna HERIS-ID: 16649 Objekt-ID: 12915seit 2012                      | gegenüber Möderndorf 14 Standort KG: Möderndorf                | Am Ostrand der Ortschaft gelegen. Kleiner Bau des 12. Jahrhunderts, wohl als Kapelle zu dem südlich gelegenen Schloss errichtet. Anfang des 16. Jahrhunderts erneuert. Langhaus in den Mauern romanisch. Spätgotische polygonale Apsis, außen an der Ost-Wand Wappenstein (Keutschacherrübe) bezeichnet 1524. Erneuerter sechsseitiger westlicher Dachreiter mit Zwiebelhelm. Am Langhaus Strebepfeiler. Kleine, teilweise vermauerte romanische Fenster. An der West-Fassade, rechts eine römerzeitliche Grabstele mit Portraitbüste und Grabepigramm der Erasina, um 200 nach Christus (CSIR II/2, 136); links ein Grabaltar mit Inschrift für den Finanzbeamten der Provinzverwaltung Eutyches, errichtet von der Gattin Claudia Domna, den Kindern Faustina und Romulus und seinen Untergebenen (CIL III 4828). | BDA-Hist.: Q1412953 Status: Bescheid Stand der BDA-Liste: 2025-06-30 Name: Kath. Filialkirche hll. Jakobus und Anna GstNr.: 212 Filialkirche hll. Jakobus und Anna, Möderndorf (Maria Saal) |
| ja   | Datei hochladen | Schloss Possau HERIS-ID: 16652 Objekt-ID: 12918                                                         | Meiselberg 1 Standort KG: Possau                               | Das stattliche Schloss besteht aus einem dreigeschoßigen östlichen Teil aus dem 16. Jahrhundert, einem Eckturm und zweigeschoßigen Anbauten aus dem späten 17. Jahrhundert und der um 1700 errichteten Kapelle mit bemerkenswertem Altar mit reichem Laubbandlwerkrahmen. Einzelne Räume im Schloss weisen ebenso wie die Kapelle Stuckdekorationen und Deckengemälde auf. | BDA-Hist.: Q1324511 Status: Bescheid Stand der BDA-Liste: 2025-06-30 Name: Schloss Possau GstNr.: .1 Schloss Meiselberg |
| ja   | Datei hochladen | Pfarrhof HERIS-ID: 16326 Objekt-ID: 12584                                                               | Pörtschach am Berg 1 Standort KG: Kading                       | Der eingeschoßige Bau mit mächtigem Walmdach stammt im Kern aus dem 17. Jahrhundert. | BDA-Hist.: Q60838864 Status: § 2a Stand der BDA-Liste: 2025-06-30 Name: Pfarrhof GstNr.: .34 Pfarrhof Pörtschach am Berg, Maria Saal |
| ja   | Datei hochladen | Kath. Pfarrkirche St. Lambert und Ulrich zu Pörtschach am Berg HERIS-ID: 16324 Objekt-ID: 12582         | Pörtschach am Berg Standort KG: Kading                         | Die steinplattlgedeckte barockisierte romanische Chorturmkirche hat einen wuchtigen gedrungenen Ostturm mit barockem Glockengeschoß und Zwiebelhaube. Unter der spätgotischen Sakristei an der Nordseite befindet sich eine Beinkammer. Im Inneren befinden sich an der Nordseite des Turmquadrats gotische Malereien (etwa von 1400), die beim Einbau des derben Kreuzrippengewölbes (2. Hälfte 15. Jahrhundert?) fragmentiert wurden. Hochaltar und Seitenaltäre stammen aus dem 18. Jahrhundert. | BDA-Hist.: Q2082901 Status: § 2a Stand der BDA-Liste: 2025-06-30 Name: Kath. Pfarrkirche St. Lambert und Ulrich zu Pörtschach am Berg GstNr.: .44 Pfarrkirche hl. Lambert, Pörtschach am Berg (Maria Saal) |
| ja   | Datei hochladen | Kath. Filialkirche hll. Primus und Felician HERIS-ID: 16651 Objekt-ID: 12917                            | Possau Standort KG: Possau                                     | Die Filialkirche Possau ist ein spätgotischer Bau mit Veränderungen des 19. Jahrhunderts. Die spätbarocke Innenausstattung stammt aus dem 18. Jahrhundert. An den Außenwänden wurden zahlreiche römische Spolien eingemauert. | BDA-Hist.: Q37823470 Status: § 2a Stand der BDA-Liste: 2025-06-30 Name: Kath. Filialkirche hll. Primus und Felician GstNr.: .16 Filialkirche Heilige Primus und Felizian, Possau |
| ja   | Datei hochladen | Römisches Gebäude auf der Kratzer Halt HERIS-ID: 111710 Objekt-ID: 129705                               | Kratzer Halt Standort KG: St. Michael am Zollfeld              | | BDA-Hist.: Q37826201 Status: Bescheid Stand der BDA-Liste: 2025-06-30 Name: Römisches Gebäude auf der Kratzer Halt GstNr.: 469 Prunnerkreuz, Maria Saal |
| ja   | Datei hochladen | Römisches Municipium Claudium Virunum HERIS-ID: 112166 Objekt-ID: 130234                                | Zollfeld Standort KG: St. Michael am Zollfeld                  | Das Areal des römischen Municipiums Claudium Virunum erstreckt sich über die Katastralgemeinden Maria Saal, Kading und St. Michael am Zollfeld. | BDA-Hist.: Q64486063 Status: Bescheid Stand der BDA-Liste: 2025-06-30 Name: Römisches Municipium Claudium Virunum GstNr.: 316, 318, 321, 322, 351, 356/2, 402, 403, 404/1, 404/2, 407/2, 408/1, 408/2, 408/4, 408/5, 412, 413, 414, 415, 416, 417/1, 417/2, 470/1, 470/2, 487, 488, 490/1, 490/2, 493, 494, 515, 523/1, 523/2, 524 Virunum |
| ja   | Datei hochladen | Pfarrhof HERIS-ID: 16653 Objekt-ID: 12919                                                               | St. Michael am Zollfeld 7 Standort KG: St. Michael am Zollfeld | | BDA-Hist.: Q37823670 Status: § 2a Stand der BDA-Liste: 2025-06-30 Name: Pfarrhof GstNr.: .23 Pfarrhof Sankt Michael am Zollfeld, Maria Saal |
| ja   | Datei hochladen | Kath. Pfarrkirche hl. Michael HERIS-ID: 16654 Objekt-ID: 12920                                          | Standort KG: St. Michael am Zollfeld                           | Von einer Friedhofsmauer umgebener spätgotischer Bau, in der Barock-Zeit geringfügig verändert, mit Wehrobergeschoß und westlicher Schießscharte, nach Brand 1739 zum Teil (besonders innen) barock verändert. 1995 Neueindeckung mit Steinplattln. Stark eingezogener polygonaler Chor des 15. Jahrhunderts. Süd-Seite der Kirche durch barocken Vorhallen- und Sakristeianbau verbreitert, diese bauliche Einheit gedeckt von dem verlängerten Krüppelwalmdach des Langhauses. Hoher gotischer Turm an der Südwestecke, bündig mit der West-Wand, Spitzhelm, spitzbogige Schallöffnungen und abgefaste Treppenfenster. Um die gotischen Bauteile Sockelgesims. West-Eingang; an der Süd-Seite Eingang zur kleinen Vorhalle mit Platzlgewölbe, gotisch profiliertes Kielbogenportal, daneben Opfertisch, großes Weihwasserbecken (römische Spolie mit Inschrift-Rest ILLPRON 458). Im Mauerwerk der Kirche zahlreiche Spolien von römerzeitlichen Grabdenkmälern des nahen Virunum verbaut (CSIR II/3, 290; II/5, 456a, 503a, 517). Darunter bemerkenswert: an der Süd-Seite des Turmes ein Grabmedaillon mit den nahezu vollplastischen Büsten eines Ehepaares; 2. Hälfte 2. Jahrhundert nach Christus (CSIR II/2, 114). | BDA-Hist.: Q2321741 Status: § 2a Stand der BDA-Liste: 2025-06-30 Name: Kath. Pfarrkirche hl. Michael GstNr.: .23 Church of St Michael am Zollfeld |